# 冨塚明
冨塚 明（とみづか あきら、1957年〈昭和32年〉11月 - ）は、日本の物理学者である。長崎大学助教授。専門は数理物理学。

## 来歴
1981年、埼玉大学理学部物理学科卒業。1983年、東北大学大学院理学研究科修士課程修了、長崎大学大学院生産科学研究科博士後期課程修了、博士。長崎大学環境科学部准教授。

## 翻訳
- 『環境問題の数理科学入門』, J.ハート 【著】 , 小沼通二・蛯名邦禎・粟屋かよ子・加納誠・中本正一朗・冨塚明 【訳】 , シュプリンガー・ジャパン , 2010年

## 論文
- 「CdTeとZnTeのmorphologyと極性」（共著）（『年会講演予稿集』 39(2), 33, 1984年）
- 「高圧下におけるNb3Siの非晶質からA15型への結晶化」（共著）（『年会講演予稿集』 39(3), 232, 1984年）
- 「CuClのmorphologyと極性」（共著）（日本結晶成長学会誌 11(1), 43, 1984年）
- 「CdS双晶結晶とその極性」（共著）（『秋の分科会講演予稿集』 1984(2), 38, 1984年）
- 「CuClのmorphologyと絶対極性  -モルフォロジーⅠ」（共著）（『日本結晶成長学会誌』 12(3), 165, 1985年）
- 「CuBrのモルフォロジーと極性」（共著）（『秋の分科会講演予稿集』 1985(2), 43, 1985年）
- 「Cu-ハライドのモルフォロジーと極性」（共著）（『年会講演予稿集』 41(2), 39, 1986年）
- 「CuBrの双晶」（共著）（『日本結晶成長学会誌』 13(1), 65, 1986年）
- 「SnO2ウィスカーのモルフォロジー」（共著）（『秋の分科会講演予稿集』 1986(2), 54, 1986年）
- 「SnO2 twinのモルフォロジーと転位」（共著）（『年会講演予稿集』 42(2), 21, 1987年）
- 「Cu-ハライド結晶の成長に及ぼす電場の影響」（共著）（『年会講演予稿集』 44(2), 24, 1989年）
- 「電磁波シミュレーション」（『長崎大学教養部紀要 自然科学篇』, 30/1, 37-45, 1989年）
- 「電場中で成長したCdS双晶」（共著）（『秋の分科会講演予稿集』 1989(2), 61, 1989年）
- 「電磁波のシミュレーションⅡ」（『長崎大学教養部紀要 自然科学篇』 31(1), 1-11, 1990年）
- 「繊維状マグネシウム化合物のモルフォロジーと特性」（共著）（『秋の分科会講演予稿集』 1990(2), 1, 1990年）
- 「波のシミュレーション」（『年会講演予稿集』 46(4), 259, 1991年）
- 「双晶関係にあるテトラポット状ZnO結晶」（共著）（『年会講演予稿集』 46(2), 15, 1991年）
- 「虹のシミュレーション」（『長崎大学教養部紀要 自然科学篇』, 34/2, 103-110, 1994年）
- 「奇蹟の地球に住む君たちへ」（『長崎大学教養部創立30周年記念論文集』 35, 207-222, 1995年）
- 「軸対称物体の回転運動と動摩擦力の問題点」（共著）（『長崎大学教養部紀要 自然科学篇』, 37/1, 279-291, 1996年）
- 「海の表面波と基本流の相互作用について」（共著）（『日仏海洋学会誌』, 33/4, 221-225, 1996年）
- 「海の表面波と基本流の相互作用についてⅡ  -粘性のある場合」（共著）（『うみ』 33(4), 227-232, 1995年）
- 「『光』をテーマとした物理学の試み」（『日本物理学会講演概要集』 56(2-2), 282, 2001年）
- 「天体力学における摂動論」（共著）（『日本物理学会講演概要集』 59(1-2), 405, 2004年）
- 「天体力学とミランコヴィッチ理論 (Ⅲ)」（共著）（『日本物理学会講演概要集』 59(1-2), 405, 2004年）
- 「プランク分布関数の利用に関する一考察」（『日本物理学会講演概要集』 59(2-2), 325, 2004年）
- 「零次元気候モデルによる地球温度のシミュレーション」（『日本物理学会講演概要集』 59(2-2), 325, 2004年）
- 「天体力学とミランコヴィッチ理論 (Ⅳ)」（共著）（『日本物理学会講演概要集』 59(2-2), 325, 2004年）
- 「零次元気候モデルによる地球温度のシミュレーションⅡ」（『日本物理学会講演概要集』 60(1-2), 386, 2005年）
- 「地球の温暖化(Ⅰ)」（共著）（『日本物理学会講演概要集』 60(2-2), 275, 2005年）
- 「地球の温暖化(Ⅱ)」（共著）（『日本物理学会講演概要集』 60(2-2), 276, 2005年）
- 「二酸化炭素サイクルに関する一考察」（『日本物理学会講演概要集』 60(2-2), 276, 2005年）
- 「"月面宙返り"のトポロジー」（共著）（『長崎大学総合環境研究』 8(1), 17-22, 2006年）
- 「二酸化炭素サイクルに関する一考察Ⅱ」（『日本物理学会講演概要集』 61(1-2), 410, 2006年）
- 「コリオリの力と角運動量保存則」（共著）（『長崎大学総合環境研究』 9(1), 59-62, 2006年）
- 「二酸化炭素サイクルに関する一考察Ⅳ」（『日本物理学会講演概要集』 62(1-2), 379, 2007年）
- 「人為放出された炭素の行方」（『日本物理学会講演概要集』 62(2-2), 405, 2007年）
- 「大気中の二酸化炭素濃度の季節変動に関する考察」（『日本物理学会講演概要集』 63(1-2), 410, 2008年）
- 「吸収スペクトルによる温室効果の見積りⅡ」（『日本物理学会講演概要集』 64(1-2), 418, 2009年）
- 「放射強制力と地表温度に関する考察」（『日本物理学会講演概要集』 65(1-2), 417, 2010年）
- 「人為炭素はどこへ行ったのか」（『環境科学会誌』 25(2), 117-125, 2012年）
- 「北半球の二酸化炭素濃度はなぜ高いのか」（『日本物理学会講演概要集』 68(2-2), 348, 2013年）